# Podagrion ophthalmicum
Podagrion ophthalmicum är en stekelart som beskrevs av Embrik Strand 1911. Podagrion ophthalmicum ingår i släktet Podagrion och familjen gallglanssteklar.
Artens utbredningsområde är Colombia. Inga underarter finns listade i Catalogue of Life.